# Lacombe (Luisiana)
Lacombe é uma Região censo-designada localizada no estado americano de Luisiana, na Paróquia de St. Tammany.

## Demografia
Segundo o censo americano de 2000, a sua população era de 7518 habitantes.

## Geografia
De acordo com o United States Census Bureau tem uma área de
71,3 km², dos quais 69,2 km² cobertos por terra e 2,1 km² cobertos por água. Lacombe localiza-se a aproximadamente 4 m acima do nível do mar.

## Localidades na vizinhança
O diagrama seguinte representa as localidades num raio de 24 km ao redor de Lacombe.